# کارلایل گلین
کارلایل گلین (انگلیسی: Carlyle Glean؛ زادهٔ ۱۱ فوریهٔ ۱۹۳۲ – درگذشتهٔ ۲۱ دسامبر ۲۰۲۱) یک سیاست‌مدار اهل گرنادا بود.
کارلایل گلین در ۲۱ دسامبر ۲۰۲۱، در سن ۸۹ سالگی درگذشت.